# Nieuwe Sint-Salviuskerk
De nieuwe Sint-Salviuskerk is de huidige parochiekerk van Limbricht, gelegen aan Burgemeester Connenplein 2, in de Nederlands Zuid-Limburgse gemeente Sittard-Geleen.
Deze kerk werd gebouwd in 1922 en verving de oude Sint-Salviuskerk, die echter behouden bleef, ondanks het feit dat hij aan de eredienst werd onttrokken. Architecten waren Pierre Cuypers jr. en Jos Cuypers.
De kerk werd uitgevoerd in onregelmatige blokken Nivelsteiner zandsteen, en er werd een traditionalistische, neoromaanse stijl gehanteerd. Rechts van de voorgevel bevindt zich een forse vierkante toren, gedekt door een tentdak. Het betreft een driebeukige basilicale kerk met negenzijdige apsis. Aan de zuidzijde bevindt zich een achtzijdige doopkapel.
Het schip en de zijbeuken zijn overwelfd met tongewelven. Rondbogige scheibogen scheiden schip en zijbeuken. Het hoofdaltaar is van 1922, een daarin ingemetselde altaarsteen is van de 16e eeuw. Basis en trommel van het doopvont zijn 12e-eeuws. Het vont zelf is vernieuwd. Uit het eerste kwart van de 16e eeuw is een houten drieluik in de stijl van de Meester van Elsloo. Er is een gepolychromeerde houten piëta uit de 16e eeuw. Jan van Steffeswert vervaardigde een houten beeld van Sint-Barbara. Uit omstreeks 1600 is een gepolychromeerd Mariabeeld. Een gepolychromeerd beeld van Sint-Salvius is van het vierde kwartaal van de 17e eeuw. Een verguld houten Mariabeeld is van de eerste helft van de 18e eeuw. Een Sint-Jozefbeeld is van het vierde kwart van de 18e eeuw. De gebrandschilderde ramen zijn van het atelier Nicolas. De kerk bezit een twaalftal schilderijen van de 17e, 18e en het eerste kwart van de 19e eeuw.
Het offerblok is van 1655 en draagt de tekst: O Gott bedenck den armen.
Nabij de kerk bevindt zich het Heilig Hartbeeld annex Mariakapel.